# گرینویل (یوتا)
گرینویل (به انگلیسی: Greenville) یک منطقهٔ مسکونی در ایالات متحده آمریکا است که در شهرستان بیور، یوتا واقع شده‌است. گرینویل ۱٬۷۲۷٫۰۲ متر بالاتر از سطح دریا واقع شده‌است.